# 麗 〜ULALA〜
『麗 〜ULALA〜』（うらら）は、2010年4月7日にリュ・シウォンがリリースした6枚目のアルバム。

## 概要
- 初回限定盤と通常盤があり、初回限定盤には「麗～ULALA～」のPVを収録したDVDが付いている。

## 収録曲
1. 麗～ULALA～
  - 作詞：ma-saya／作曲・編曲：崎谷健次郎
2. LIMIT
  - 作詞・作曲・編曲：ムラマツテツヤ
3. 青空
  - 作詞・作曲・編曲：今井晶規
4. Call my name!!
  - 作詞：小竹正人／作曲：cocomi／編曲：PIPELINE PROJECT & cocomi
5. 運命の愛
  - 作詞・作曲：MACCS／編曲：栗林悟
6. 月見れば
  - 作詞・作曲：近藤薫／編曲：PIPELINE PROJECT & KAZ
7. 愛の苑
  - 作詞・作曲：つんく／編曲：鈴木俊介
8. 君がいた季節
  - 作詞・作曲・編曲：ムラマツテツヤ
9. O・NA・JI
  - 作詞・作曲：松井弾美／編曲：PIPELINE PROJECT & cocomi
10. 그래야만 하니- クレヤマンハニ(戻れるのなら…)
  - 作詞・作曲・編曲：イン・ヨンフン
11. 最後のキスにしないで
  - 作詞：嶋村重昭／作曲：佐藤晶／編曲：PIPELINE PROJECT &佐藤晶
12. シングルベッド
  - 作詞：つんく／作曲：はたけ／編曲：CHOKKAKU

シャ乱Q「シングルベッド」のカヴァー。